# Caroline Friederike von Schlözer
Caroline Friederike Roederer épouse von Schlözer (née le 15 mai 1753 à Göttingen, morte le 28 avril 1808 dans la même ville) est une brodeuse et peintre allemande.

## Biographie
Caroline Friederike Roederer est la fille de l'anatomiste Johann Georg Roederer (de). Le 5 novembre 1769, à l'âge de 16 ans, elle épouse l'historien et avocat August Ludwig von Schlözer, qui l'avait rencontrée alors qu'elle était son élève à l'âge de 8 ans. La seule fille survivante de ce mariage était Dorothea von Rodde-Schlözer (1770-1825). Christian von Schlözer (de) (1774-1832), professeur de droit constitutionnel à Moscou et Bonn, et Karl von Schlözer (de) (1780-1859), marchand et consul de Russie à Lübeck, sont des frères cadets. Elle donne naissance à un total de 8 enfants, dont trois sont morts en bas âge.
Elle se fait connaître dans toute l'Europe comme peintre et brodeuse. Elle crée à la fois des portraits et des paysages. Au musée municipal de Göttingen, il y a un portrait qu'elle fait de Martin Luther, que sa fille Dorothea offrit à Charles de Villers. En 1806, von Schlözer devient membre honoraire de l'Académie prussienne des arts.
Un vieux portrait de Caroline von Schlözer créé par Friedrich Carl Gröger se trouve dans les possessions de la famille Schlözer.